# Laurent Spinosi
Pour les articles homonymes, voir Spinosi.
Laurent Spinosi est un footballeur français né le 20 décembre 1969 à Marseille. 
Il évoluait au poste de gardien de but. Il est aujourd'hui entraîneur spécifique des gardiens du centre de formation de l'Olympique de Marseille.

## Clubs

### Entraîneur
Le 26 avril 2009, il crée la polémique en insultant Laurent Duhamel, arbitre de la rencontre Lille OSC - Olympique de Marseille en des termes qualifiés d'homophobes par des associations gay .
La Commission de Discipline de la LFP le condamne pour cela le 19 mai de la même année à quatre matches ferme d'interdiction de banc de touche et de vestiaire d'arbitres .
Il rejoint, en juin 2014, l'Al-Jazira Club où il retrouve l'entraîneur belge Eric Gerets.

## Palmarès

### Entraîneur des gardiens
- Olympique de Marseille (réserve)
  - Championnat de France amateur de football (2002)
- Olympique de Marseille
  - Championnat de France de football (2010)
  - Coupe de la Ligue (2010)